# Bakterieodling

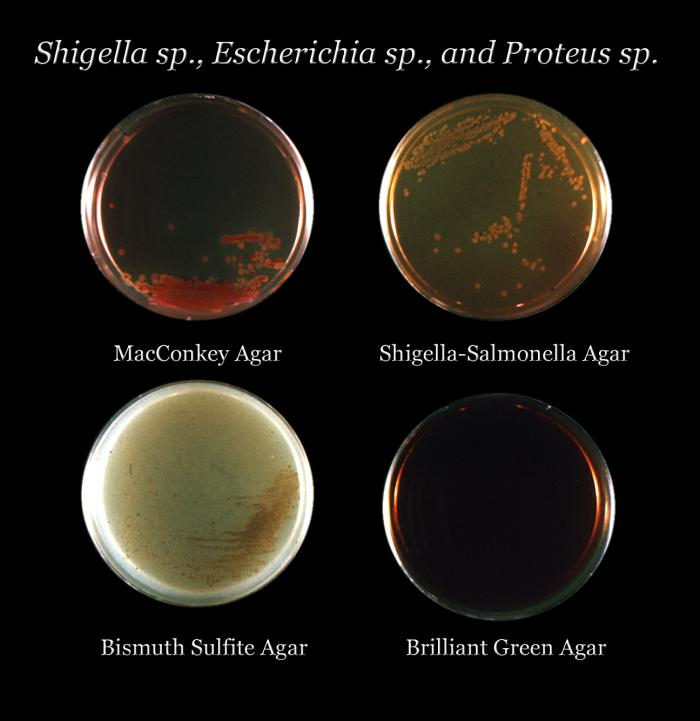
Olika agarplattor.

Bakterieodling eller bakteriekultur är att föröka bakterier i ett laboratorium. Bakterier odlas såväl inom forskning som för att ställa en medicinsk diagnos på patienter. Ofta odlas bakterier från prov av olika slag, exempelvis från jord eller avskrap från halsen, för att bestämma antingen hur mycket bakterier det finns av ett visst slag eller om den överhuvudtaget finns i provet. 
Odligen måste ske vid rätt temperatur. De flesta bakterier som är sjukdomsalstrande växer bäst vid 37 °C, men det finns även bakterier som odlas vid så högt som 80 °C och så lågt som 4 °C. Bakterierna måste även få rätt näringsämnen. Den vanligaste formen av bakterieodling sker i platta plastskålar, så kallade petriskålar, med en agarplatta i. Det förekommer även odling direkt i näringsvätska. I bägge fallen måste man anpassa den gasmiljö som bakterierna får växa i. Därför sker odlingen vanligen i en inkubator, som kan ställas in för att erhålla rätt temperatur och gasmiljö. Inkubatorer för flytande odlingar har ofta en skakningsmekanism, så att bakteriodlingen får god tillgång till luft. Vid odling av anaeroba bakterier måste man helt ta bort syret ur odlingsmiljön.
Odlingar från ett prov är i allmänhet en blandkultur innehållande många olika typer av bakterier. Genom att odla vidare enstaka bakteriekolonier var för sig erhålls renkulturer, vilket är förutsättningen för stor del av kunskapen om bakterier, bakteriologi, men även viktiga redskap för forskningen inom en rad biologiska och medicinska fält.

## Kolonibildande enhet
Mängden bakterier i ett fast prov, exempelvis i ett livsmedel, uttrycks ofta som kolonibildande enheter (Colony-forming units, CFU, cfu, Cfu) per gram (CFU/g), medan antalet bakterier i ett flytande prov, exempelvis i ett urinprov, uttrycks som kolonibildande enheter per ml (CFU/ml).

### Notförteckning
1. ↑  ”VetBact, Kolonibildande enhet”. SLU. 13 april 2018. http://www.vetbact.org/index.php?LANG=sv&displayextinfo=55. Läst 28 november 2018.

### Källförteckning
- Nationalencyklopedin, uppslagsord bakteriekultur, nätupplagan, besökt 25 december 2012